# Хор на софийските момчета
Хорът на софийските момчета (Sofia Boys' Choir) e създаден през 1968 г. в  Читалище „Валентин Андреев", сегашното Народно читалище „Цар Борис III - 1928", гр. София и е първият момчешки хор в България. Момчетата, пеещи в него, са ученици в столичните училища на възраст от 8 до 15 години. От 1997 г. хорът има две певчески формации – момчешка и младежка, като младежите са бивши хористи от момчешката формация. Двата състава имат както съвместни, така и самостоятелни изяви.
Основател на Хора на софийските момчета и диригент от 1968 до 1989 г. е Лиляна Тодорова. От 1989 г. диригент и художествен ръководител на хора е проф. д-р Адриана Благоева. От 1999 г. хормайстор и пианист е Зорница Гетова. От февруари 2025 г. диригент и художествен ръководител на хора е Александър Митев.
Хорът на софийските момчета е активен участник в концертния живот на столицата и страната. Съставът има както самостоятелни концерти, така и съвместни изяви с други музикални формации и изпълнители. Концертирал е със Софийската филхармония, хора и оркестъра на Софийската опера и балет, Класик ФМ оркестър, Симфоничния оркестър и хора на БНР, Камернен ансамбъл „Софийски солисти“, Национален филхармоничен хор „Светослав Обретенов“, Софийски камерен хор „Васил Арнаудов“, световната прима Анна Томова-Синтова, примата на Софийската опера и балет Цветана Бандаловска и много други. Хорът е желан участник в международния фестивал „Софийски музикални седмици“, в Новогодишния музикален фестивал, в годишния Преглед „Нова българска музика“, международни хорови фестивали. Традиция в концертната програма на Софийските момчета са коледните и великденските концерти.
Музикалната палитра на Хора на софийските момчета е богата и многообразна. В репертоара трайно присъстват църковно-славянска музика, обработки на български фолклор, българска хорова музика. Много български композитори са писали песни специално за Софийските момчета. Изпълняваните творби от чужди композитори са в различни музикални стилове от 14. век до днешни дни. Хорът участва в мюзикъли и оперни спектакли – „Оливър!“ на Л. Барт в Младежкия театър „Николай Бинев“, творбите на Андрю Лойд Уебър „Йосиф и фантастичната му пъстра дреха“ и „Исус Христос – супер звезда“ в Музикалния театър „Ст. Македонски“, „Сватбата на Фигаро“ и „Тоска“ в Софийската опера и балет.
Съставът има издадени десет самостоятелни диска и участва в други девет съвместно с други музикални формации.
От 1993 г. Хорът на софийските момчета е спечелил една Голяма, пет Първи и пет Втори награди от седем международни хорови конкурси. Съставът е носител на „Сребърна лира“ /1998 г./, „Златна лира“ /2003 г./ и „Кристална лира“ /2009 г. и 2012 г./ на Съюза на българските музикални и танцови дейци, Почетен плакет на Министерството на културата за високи художествени постижения, Златен плакет на Българския хоров съюз, „Музикант на годината“ за 2002 г. в категорията „Активна творческа дейност“ в класацията на програма „Allegro vivace“ на БНР и много други. 
Хорът на софийските момчета е концертирал с голям успех в Русия, Гърция, Унгария, Сърбия, Словения, Словакия, Молдова, Полша, Франция, Испания, Швейцария, Италия, Германия, Белгия, Турция, Румъния, Япония и Исландия.